# Čvrsnica
Le mont Čvrsnica est une montagne des Alpes dinariques située en Bosnie-Herzégovine dans le canton de l'Herzégovine de l'Ouest. Le sommet culmine à 2 228 mètres d'altitude. À 20 km à l’est de la montagne passe la rivière Neretva. La montagne possède plus de 10 pics dont l’altitude dépasse les 2 000 mètres d'altitude (Plocno 2 228 m, Veliki Jelinak 2 179 m, Veliki Vilinac 2 118 m, etc.). On y trouve également à proximité les lacs de Blidinje, Crepulja et Crvenjak. 
La montagne abrite le pin de Bosnie (Pinus heldreichii, munika en croate), qui est une espèce endémique menacée, ainsi que des chamois. Le climat est méditerranéen à la base de la montagne alors qu’il est plus rude en altitude. La neige est présente de novembre à avril et l’épaisseur de celle-ci peut atteindre plus de 2,5 mètres en hiver.